# Districtul Northeim
Districtul Northeim este un district administrativ rural (în germană Landkreis) situat în landul Saxonia Inferioară, Germania. 
1. 1 2 3  GeoNames